# قابلیت اطمینان سیستم قدرت
قابلیت اطمینان سیستم قدرت (انگلیسی: Power system reliability) (که گاهی پایایی شبکه نیز نامیده می‌شود) احتمال عملکرد عادی شبکه برق در یک زمان مشخص است. شاخص‌های قابلیت اطمینان، توانایی سیستم الکتریکی را در تأمین برق مورد نیاز مشتریان اندازه‌گیری می‌کنند و فرکانس، مدت و مقیاس قطعی‌های برق را مشخص می‌کنند. به‌طور سنتی دو جزء وابسته به هم از قابلیت اطمینان سیستم قدرت در نظر گرفته می‌شود:
- کفایت سیستم قدرت: وجود مقادیر کافی از ظرفیت تولید برق و انتقال انرژی الکتریکی در سیستم.
- امنیت سیستم قدرت (که قابلیت اطمینان عملیاتی نیز نامیده می‌شود): توانایی سیستم برای مقاومت در برابر رویدادهای پیش‌بینی‌نشده (رویدادهای نامطلوب، به عنوان مثال، قطع ناگهانی ظرفیت تولید) در زمان واقعی.

توانایی سیستم در محدود کردن مقیاس و مدت زمان قطع برق، تاب‌آوری نامیده می‌شود. همین اصطلاح برای توصیف واکنش سیستم به رویدادهای واقعاً فاجعه‌بار نیز استفاده می‌شود.

## اقتصاد
شبکه برق یک زیرساخت بسیار مهم است؛ یک قطعی برق یک روزه در سطح ملی می‌تواند ۰٫۵٪ از تولید ناخالص داخلی کشور را کاهش دهد. هزینه بهبودها نیز بالا است، بنابراین در عمل به دنبال تعادلی برای رسیدن به «سطح کافی از قابلیت اطمینان» با هزینه قابل قبول هستیم.

## کفایت
کفایت منابع (RA، همچنین کفایت عرضه) توانایی شبکه برق برای تأمین تقاضای برق کاربر نهایی در هر زمان است (به‌طور معمول این موضوع در زمان اوج تقاضا مطرح می‌شود). به عنوان مثال، ظرفیت تولید قابل برنامه‌ریزی کافی و منابع مدیریت سمت تقاضا باید در هر زمان در دسترس شبکه برق باشد تا خرابی‌های عمده تجهیزات (به عنوان مثال، قطع اتصال یک واحد نیروگاه هسته‌ای یا یک خط برق ولتاژ بالا) و نوسانات برق از منابع انرژی‌های تجدیدپذیر متغیر (به عنوان مثال، به دلیل کاهش سرعت باد) قابل مدیریت باشد.
یک شاخص قابلیت اطمینان معمول برای کفایت، انتظار از دست دادن بار (LOLE) یک رویداد در ۱۰ سال است (معیار یک روز در ده سال). به دلیل نیاز احتمالی به افزودن ظرفیت فیزیکی واقعی، برنامه‌ریزی کفایت بلندمدت است (به عنوان مثال، PJM اینترکانکشن نیاز به خرید ظرفیت ۴ سال قبل از تحویل دارد).

## امنیت
امنیت توانایی سیستم برای حفظ تعادل لحظه‌ای عرضه و تقاضا است، به ویژه بلافاصله پس از یک رویداد پیش‌بینی‌نشده با افزایش خودکار تولید و کاهش بارهای قابل قطع. امنیت متکی بر ذخیره عملیاتی است. از لحاظ تاریخی، خدمات جانبی (به عنوان مثال، پاسخ اینرسی) توسط ماشین‌آلات گردان ژنراتورهای سنکرون ارائه می‌شد؛ ارائه این خدمات با گسترش منابع مبتنی بر اینورتر (به عنوان مثال، سامانه فتوولتایی و باتری‌های شبکه) پیچیده‌تر شده است. الزام معمول "امنیت N-۱" است به این معنی که از دست دادن ناگهانی یکی از N منبع اصلی (یک ژنراتور بزرگ یا خط انتقال) باید در هر زمان در پیکربندی سیستم از قبل تعبیه شده باشد. رویدادهای N-۲ و N-۳ به آماده‌سازی برای از دست دادن همزمان ۲ یا ۳ واحد اصلی اشاره دارند؛ این کار گاهی برای مناطق حیاتی (به عنوان مثال، مرکز شهر) انجام می‌شود.

## خدمات ضروری قابلیت اطمینان
شرکت قابلیت اطمینان الکتریکی آمریکای شمالی سه سرویس را که باید توسط تجهیزات تولیدی ارائه شود تا شبکه قابل اعتماد باشد، به رسمیت می‌شناسد:
- کنترل ولتاژ؛
- پشتیبانی فرکانس؛
- قابلیت افزایش/کاهش سریع تولید (ramping capability).

این قابلیت‌ها خدمات ضروری قابلیت اطمینان (ERSs) نامیده می‌شوند. در صورت عدم وجود این‌ها، شبکه قابل تأمین امنیت نیست. سهم ژنراتورهای سنکرون در این خدمات به خوبی درک شده است.

## روش‌ها
افزایش قابلیت اطمینان سیستم قدرت شامل بهبود توانایی سیستم برای ارائه مداوم و با کیفیت قابل قبول برق، حتی در شرایط خطا یا اختلال است. در زیر روش‌های فنی، عملیاتی و برنامه‌ریزی کلیدی برای بهبود قابلیت اطمینان در سطوح تولید، انتقال و توزیع آورده شده است.

### بهبود سیستم‌های حفاظتی
بهبود سیستم‌های حفاظتی برای اطمینان از اینکه خطاها به سرعت و با دقت شناسایی و برطرف می‌شوند، حیاتی است. طرح‌های حفاظتی مدرن، مانند رله‌های فاصله و رله‌های تفاضلی، ایزوله‌سازی سریع‌تر و انتخابی‌تر خطا را در مقایسه با سیستم‌های الکترومکانیکی قدیمی ارائه می‌دهند. سیستم‌های حفاظتی انطباقی تنظیمات خود را در زمان واقعی بر اساس تغییر شرایط شبکه تنظیم می‌کنند و کارایی خود را در سناریوهای مختلف عملیاتی حفظ می‌کنند. علاوه بر این، فناوری‌هایی مانند مکان‌یابی، ایزوله‌سازی و بازیابی خدمات خطا (FLISR) فرایند بازیابی را خودکار می‌کنند و به‌طور قابل توجهی مدت زمان قطعی و مناطق آسیب‌دیده را کاهش می‌دهند. روش‌های شامل نصب استراتژیک سوئیچ‌های کنترل از راه دور در شبکه‌های توزیع برای کاهش مدت زمان قطعی و بازیابی سریع‌تر خدمات پس از خطا، یک عمل رایج است.

### افزونگی سیستم
افزونگی سیستم شامل طراحی سیستم قدرت با اجزای اضافی یا مسیرهای جایگزین برای اطمینان از تداوم خدمات در طول خرابی‌ها است. به عنوان مثال، معیار رویداد پیش‌بینی‌نشده N-۱ تضمین می‌کند که سیستم می‌تواند از دست دادن هر یک عنصر منفرد – مانند یک خط انتقال یا ژنراتور – را بدون ایجاد قطعی‌های گسترده تحمل کند. خطوط، ترانسفورماتورها و ژنراتورهای پشتیبان اضافی به سیستم اجازه می‌دهند تا در صورت خرابی یک جزء، برق را تغییر مسیر دهد یا تولید را افزایش دهد، که به‌طور قابل توجهی قابلیت اطمینان و انعطاف‌پذیری عملیاتی را بهبود می‌بخشد.

### فناوری‌های شبکه هوشمند
فناوری‌های شبکه هوشمند با یکپارچه‌سازی ارتباطات پیشرفته، حسگرها و اتوماسیون در سراسر سیستم قدرت، قابلیت اطمینان را افزایش می‌دهند. با ابزارهایی مانند زیرساخت اندازه‌گیری پیشرفته (AMI)، شرکت‌های برق دید لحظه‌ای نسبت به عملکرد شبکه و مصرف مشتریان به دست می‌آورند که امکان تشخیص و واکنش سریع‌تر به خطا را فراهم می‌کند. سوئیچ‌های خودکار و شبکه‌های خودترمیم می‌توانند خطاها را در عرض چند ثانیه شناسایی و ایزوله کرده و برق را بدون دخالت دستی به مناطق بدون مشکل بازگردانند. علاوه بر این، واحدهای اندازه‌گیری فازور (PMU) که در سیستم‌های نظارت بر ناحیه وسیع (WAMS) استفاده می‌شوند، به حفظ پایداری شبکه از طریق نظارت همزمان و با وضوح بالا بر داده‌ها کمک می‌کنند.